# Gerd Binnig
Gerd Binnig (ur. 20 lipca 1947 we Frankfurcie nad Menem) – niemiecki fizyk, noblista. Wynalazca skaningowego mikroskopu tunelowego oraz mikroskopu sił atomowych.

## Życiorys
Urodził się we Frankfurcie nad Menem, tuż po wojnie, dzieciństwo spędził częściowo we Frankfurcie, częściowo w Offenbach, uczęszczał do szkół w obu tych miastach. 
Studiował fizykę na Uniwersytecie Johanna Wolfganga Goethego, dyplom doktora otrzymał w 1978 roku. Pracę dyplomową przygotowywał pod kierunkiem Eckhardta Hoeniga w grupie badawczej kierowanej przez Wernera Martienssena.
W 1978 roku podjął pracę w laboratorium badawczym IBM w Zurychu, gdzie współpracował m.in. z Heinrichem Rohrerem, Christophem Gerberem oraz Edmundem Weibelem.
Podczas swojej pracy w laboratoriach IBM w Zurychu, razem z Heinrichem Rohrerem, skonstruował i zbudował skaningowy mikroskop tunelowy, za co obaj otrzymali w roku 1986 Nagrodę Nobla z fizyki (drugą połowę nagrody otrzymał wówczas Ernst Ruska).
W 1986 roku Binning, wraz z Christophem Gerberem i Calvin Quate opublikowali w Physical Review Letters artykuł o wynalezionym przez nich mikroskopie sił atomowych
W 1984 roku Binnig przystąpił do grupy badawczej IBM w Monachium. W 1990 roku został członkiem rady nadzorczej koncernu Daimler-Benz. zaangażował się też w działalność polityczną.

## Życie prywatne
W 1969 roku ożenił się z psycholożką Lore Wagler, moją dwoje dzieci, ich córka urodziła się w 1984 roku w Szwajcarii, a syn w 1986 roku w Kalifornii. Hobby Gerda Binniga związane jest z muzyką (gra na gitarze i wiolonczeli) oraz sportem (grał w tenisa i golfa, jeździł na nartach i żeglował).